# Římskokatolická farnost Libědice
Římskokatolická farnost Libědice (latinsky Liboticium) je církevní správní jednotka sdružující římské katolíky na území obce Libědice a v jejím okolí. Organizačně spadá do lounského vikariátu, který je jedním z 10 vikariátů litoměřické diecéze. Centrem farnosti je kostel svatého Víta v Libědicích.

## Historie farnosti
Farnost existovala již před rokem 1226. Matriky jsou vedeny od roku 1594. Farnost byla obnovena roku 1628.

### Duchovní správcové vedoucí farnost
Začátek působnosti jmenovaného v duchovní správě farnosti od:
- 1831 Johann Nepomuk Oettl, † 7. 9. 1866
- 1. 7. 1993 Aleksander Siudzik, CSsR, admin. exc. z Podbořan[3]

Kromě kněží stojících v čele farnosti, působili ve farnosti v průběhu její historie i jiní kněží. Většinou pracovali jako farní vikáři, kaplani, katecheté, výpomocní duchovní aj.

## Území farnosti
Do farnosti náleží území obce:
- Brusy[4] – zaniklá osada, dnes součást Libědic (Pruss)[p 1]
- Čejkovice (Tschekowitz)[p 1]
- Libědice (Libotitz,[2] Liebotitz[4])[p 1]
- Račetice (Ratschitz)[p 1]

## Římskokatolické sakrální stavby na území farnosti
| | Fotografie | Stavba              | Místo     | Bohoslužby                      | Zeměpisné souřadnice             | Status          | Číslo kulturní památky          |
| Kostely | Kostely    | Kostely             | Kostely   | Kostely                         | Kostely                          | Kostely         | Kostely                         |
| --- | ---------- | ------------------- | --------- | ------------------------------- | -------------------------------- | --------------- | ------------------------------- |
| 1. |            | Kostel sv. Víta     | Libědice  | bližší informace o bohoslužbách | 50°18′45″ s. š., 13°23′3″ v. d.  | farní kostel    | 37351/5-591 (Pk•MIS•Sez•Obr•WD) |
| 2. |            | Kostel sv. Vojtěcha | Račetice  | bližší informace o bohoslužbách | 50°18′19″ s. š., 13°21′54″ v. d. | filiální kostel | —                               |
| Kaple |            |                     |           |                                 |                                  |                 |                                 |
| 3. |            | Kaple sv. Floriána  | Čejkovice | bližší informace o bohoslužbách | 50°18′26″ s. š., 13°25′4″ v. d.  | kaple           | 16297/5-611 (Pk•MIS•Sez•Obr•WD) |
| Některé drobné sakrální stavby a pamětihodnosti lze dohledat zde v databázi Drobné sakrální památky Zaniklé sakrální stavby lze dohledat zde v databázi Poškozené a zničené kostely, kaple a synagogy v České republice |            |                     |           |                                 |                                  |                 |                                 |

Ve farnosti se mohou nacházet i další drobné sakrální stavby, místa římskokatolického kultu a pamětihodnosti, které neobsahuje tato tabulka.

## Příslušnost k farnímu obvodu
Z důvodu efektivity duchovní správy byl vytvořen farní obvod (kolatura) farnosti-děkanství Podbořany, jehož součástí je i farnost Libědice, která je tak spravována excurrendo.

## Galerie

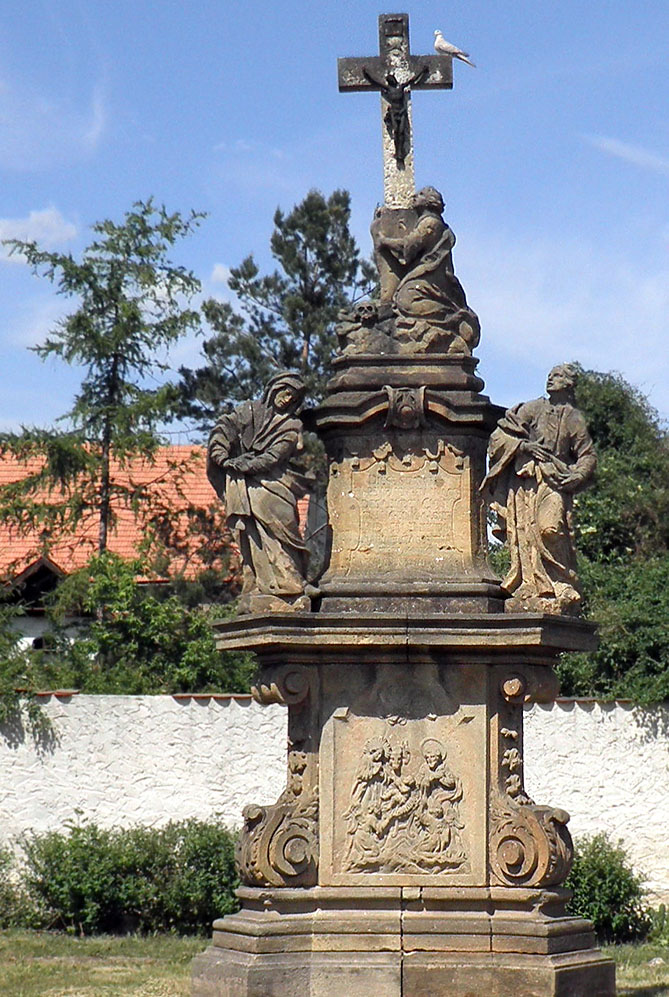
Kalvárie v Libědicích
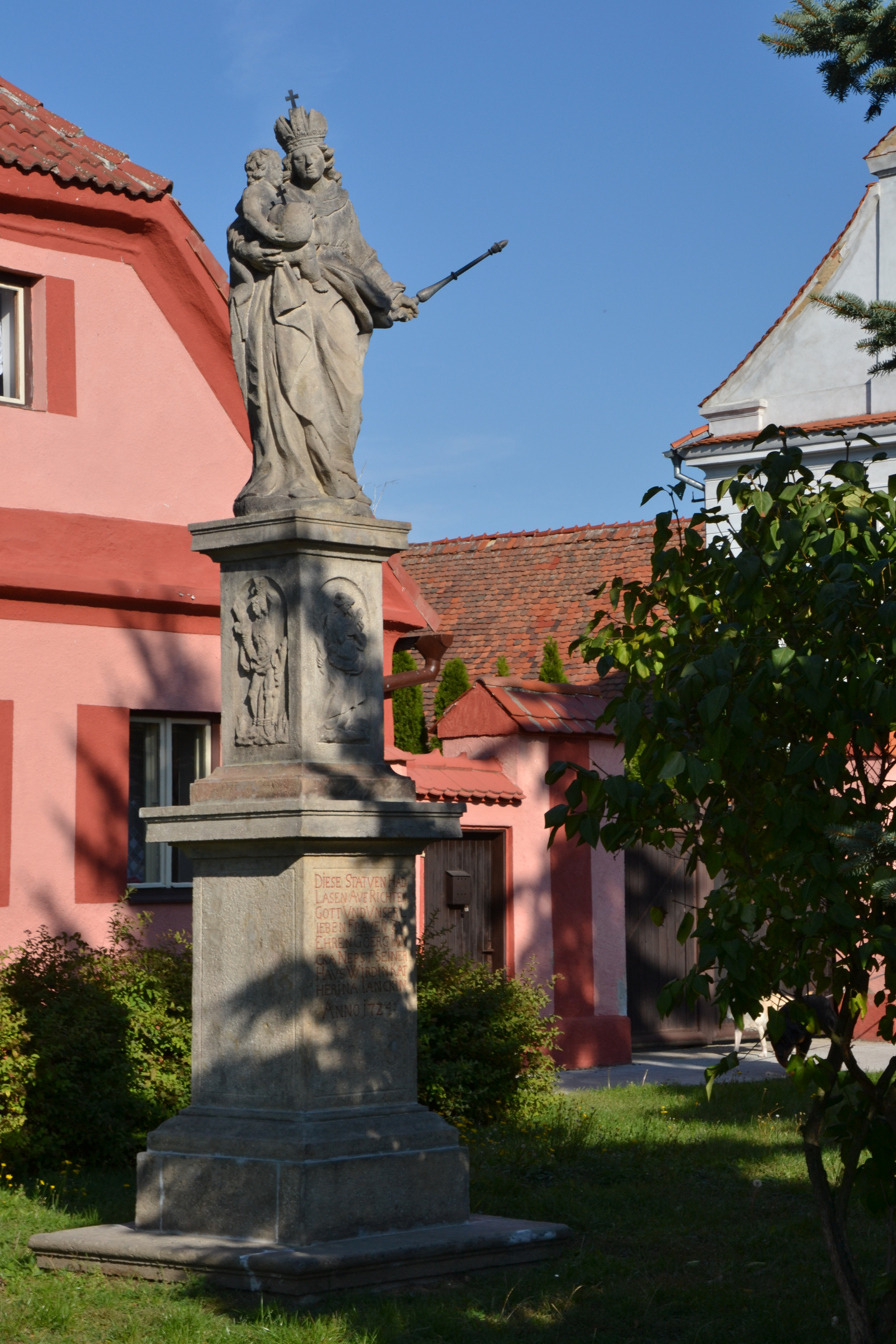
Socha Panny Marie v Libědicích
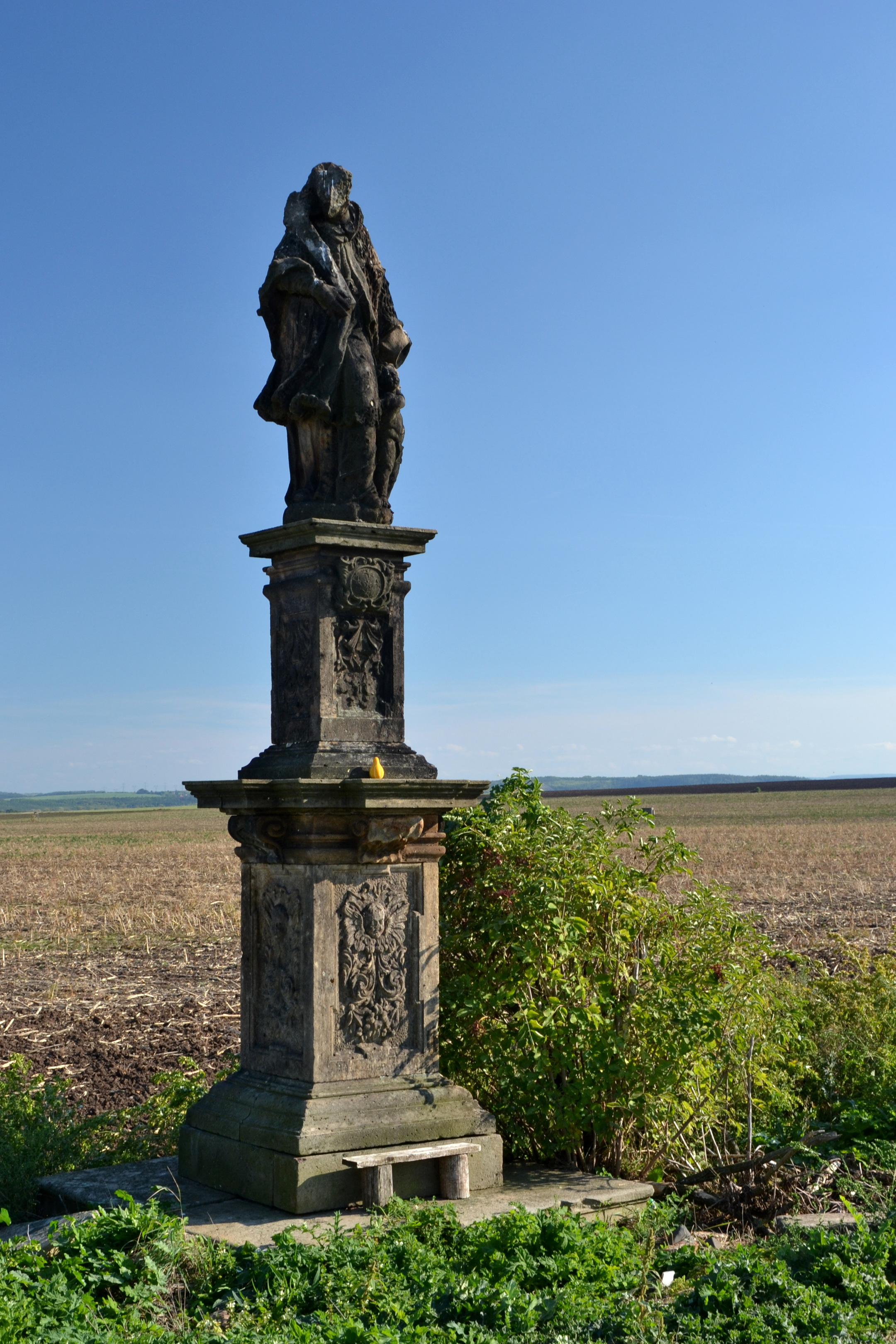
Socha sv. Jana Nepomuckého v Libědicích